# آرثر نيلسن
آرثر نيلسن (بالإنجليزية: Arthur Nielsen)‏ هو رائد أعمال واقتصادي أمريكي، ولد في 5 سبتمبر 1897 في شيكاغو في الولايات المتحدة، وتوفي بنفس المكان في 1 يونيو 1980.

## وصلات خارجية
- آرثر نيلسن على موقع رابطة محترفي التنس (الإنجليزية)
- آرثر نيلسن على موقع قاعة مشاهير كرة المضرب الدولية (الإنجليزية)
- آرثر نيلسن على موقع الموسوعة البريطانية (الإنجليزية)
- آرثر نيلسن على موقع إن إن دي بي (الإنجليزية)